# Marie-Zéphyrine van Frankrijk
Marie-Zéphyrine, Madame Royale (Frans:Marie-Zéphirine de France) (Kasteel van Versailles, 26 augustus 1750 — Kasteel van Versailles, 2 september 1755) was prinses van Frankrijk en dochter van Lodewijk, Dauphin van Frankrijk en Maria Josepha van Saksen en kleindochter van koning Lodewijk XV. Ze stond bekend als "la petite Madame". Ze was de oudere zus van drie toekomstige koningen van Frankrijk: Lodewijk XVI, Lodewijk XVIII en Karel X.

## Biografie
Marie-Zéphyrine werd geboren in het Kasteel van Versailles op de feestdag van Paus Sint Zephyrinus, naar wie ze vernoemd zou worden. Vóór haar beviel haar moeder van twee zoons die stierven, dus voordat ze werd geboren, verwachtte haar familie dat ze een jongen zou zijn. De familie hoopte op een zoon om de voortzetting van het Huis van Bourbon te verzekeren, aangezien haar vader de enige zoon was van koning Lodewijk XV. Er werd zelfs een schilderij besteld ter herdenking van de geboorte van een gezonde zoon, dat in plaats daarvan opnieuw geschilderd moest worden bij de geboorte van een meisje. Op de ochtend van 26 augustus, toen haar moeder ging bevallen, werd de koning wakker en snelde naar haar kamer, net als alle mensen in Versailles. Er waren verschillende hovelingen aanwezig in hun uniform. Toen ze om zes uur 's avonds werd geboren, zorgde het geslacht van Marie-Zéphyrine voor algemene teleurstelling. Er werden officiële festiviteiten bevolen, maar naar verluidt toonde de bevolking van Parijs geen vreugde. 
Volgens familiegebruik werd ze bij haar geboorte niet volledig gedoopt en kreeg ze ook geen naam. De korte ceremonie van de voleinding werd uitgevoerd door de grote pauselijke legaat van Frankrijk, kardinaal de Soubise. Het bestond alleen uit het besprenkelen met wijwater, vergezeld van de formule 'Ik doop in de naam van de Vader, van de Zoon en van de Heilige Geest'. Tijdens haar leven stond ze bekend als la petite Madame of Madame. Ze werd de dag voor haar overlijden gedoopt en kreeg pas daarna de naam Marie-Zéphyrine. Ze werd onder de hoede van de hertogin van Tallard, Marie Isabelle de Rohan, geplaatst die in 1735 werd benoemd tot gouvernante van de Kinderen van Frankrijk. Ze zou een hechte band krijgen met haar jongere broer, Lodewijk, hertog van Bourgondië. 
Marie-Zéphyrine leek erg op haar moeder, maar haar gezondheid was erg zwak. In juni 1751, toen ze tien maanden oud was, beschreef een vriendin van haar moeder haar als 'levendig en mooi', met acht tanden. Ze werd zelden genoemd door haar tijdgenoten. Dus in september 1753, net bevallen van haar derde kind, Xavier, hertog van Aquitanië, was Maria-Josepha dolblij toen haar drie kinderen naar bed werden gebracht en vele malen werden gestreeld.                                          
Beschrijving van Marie-Zéphyrine door haar moeder: Ze is heel klein en nog slanker, heel lelijk, mensen zeggen dat ze op mij lijkt als twee druppels water, en heel koppig en gemeen is, als een kleine draak.
Marie-Zéphyrine had vijf jongere broers en twee jongere zussen: Lodewijk,Xavier,Lodewijk-August (Lodewijk XVI), Lodewijk Stanislas (Lodewijk XVIII), Karel Philips (Karel X),Clothilde,Elisabeth. Van al haar jongere broers en zussen was Marie-Zéphyrine het dichtst bij Lodewijk, hertog van Bourgondië. 
In mei 1754 merkte mevrouw de Silvestre echter op dat ze “zonder verlies van slaap of eetlust was gestopt met lopen en niet op eigen benen kon staan. Mogelijk heeft ze groeiproblemen of juveniele artritis. Artsen leken hulpeloos tegen de ziekte waaraan ze leed.
Ze kreeg op 30 augustus 1755 stuiptrekkingen en was volgens de hertog van Luynes het slachtoffer van een “korte ziekte” (mogelijk acute peritonitis). Ze werd op 1 september haastig gedoopt en stierf een paar uur later, op 2 september om middernacht, in Versailles. haar vader en moeder waren 'zo gekwetst' dat de verdwijning van de prinses ook gevolgen moet hebben gehad voor de jonge hertog van Bourgondië, haar nauwe jongere broer. Het lichaam van Marie-Zéphyrine werd de volgende dag naar de Tuilerieën gebracht. Marie-Zéphyrine werd begraven in Kathedraal van Saint-Denis terwijl het hart naar de kerk van Val-de-Grâce werd gebracht.
Hoewel haar familie om haar rouwde, werd de prinses snel vergeten door de leden van het hof, want in november 1755 beviel Marie-Josèphe de Saxe van haar vierde zoon: graaf van de Provence, de toekomstige Lodewijk XVIII.